# Kẹp Hạt Dẻ
Kẹp Hạt Dẻ là vở balê hai màn của hai nhà biên đạo là Marius Petipa và Lev Ivanov với âm nhạc của Pyotr Ilyich Tchaikovsky.  Nguyên gốc tên tác phẩm này trong tiếng Nga là Щелкунчик listenⓘ (tiếng Pháp: Casse-Noisette, tiếng Anh: The Nutcracker). Đây là vở nhạc-vũ-kịch chuyển thể từ truyện của nhà văn Đức E.T.A. Hoffmann: The Nutcracker and the Mouse King (kẹp hạt dẻ và vua chuột), được công diễn lần đầu Nhà hát Mariinsky ở Sankt-Peterburg vào Chủ Nhật ngày 18 tháng 12 năm 1892. Sau đó, chính Tchaikovsky đã trích phần nhạc của mình trong tác phẩm trên, biên soạn lại thành tổ khúc cùng tên. Tổ khúc dài hai mươi phút ngay sau khi công diễn đã thành công, mặc dù toàn bộ vở nhạc-vũ-kịch không được người xem ca ngợi thời đó. Mãi đến cuối những năm 1960, phiên bản của vở này đã gây tiếng vang lớn, được công diễn bởi nhiều đoàn nghệ thuật ba lê, chủ yếu vào dịp Giáng Sinh, nhất là ở Mỹ. Những "công ty ba lê" ở Mỹ đã thu được 40% lợi nhuận hàng năm của họ từ vở Kẹp Hạt Dẻ này.
Sự đóng góp của Tchaikovsky đã làm tác phẩm thành công vào giai đoạn sau, đồng thời tổ khúc cùng tên được coi là một trong các kiệt tác của ông, trong đó việc sử dụng đàn celesta biểu diễn giai điệu được coi là thành công nhất trong các nhạc phẩm cũng sử dụng nhạc cụ bàn phím này.

## Kịch bản
Dưới đây là bản tóm tắt dựa trên bản gốc vào năm 1892 bởi Marius Petipa. Câu chuyện đã được thay đổi ít nhiều qua các lần biểu diễn khác nhau, nhưng vẫn giữ các điểm cơ bản. Tên của nhân vật cũng bị thay đổi. Trong câu chuyện của nhà văn E.T.A. Hoffmann, cô bé nhân vật chính tên là Marie Stahlbaum, và Clara (Klärchen) là tên con búp bê của cô. Trong bản chuyển thể của Dumas, tên của cô là Marie Silberhaus. Trong những bản khác, như của Baryshnikov, Clara được hiểu là Clara Stahlbaum (nhân vật chính) chứ không phải Clara Silberhaus.
Màn I.
Cảnh 1: Nhà Stahlbaum.
Giao thừa đêm Giáng sinh, gia đình cùng khách mời tụ họp trong phòng khách để trang trí cây thông Noel để chuẩn bị cho lễ hội đêm. Sau khi cây thông trang trí xong, bọn trẻ được bước vào. Chúng đứng ngẩn ngơ nhìn cây Noel lấp lánh với nến cùng đồ trang trí.
Lễ hội bắt đầu. Người người đi diễu hành. Quà được phát tặng cho bọn trẻ. Khi chiếc đồng hồ con cú điểm tám giờ, một nhân vật bí ẩn bất ngờ bước vào căn phòng. Đó chính là Drosselmeyer, vừa là ủy viên hội đồng địa phương, vừa là ảo thuật gia và cha đỡ đầu của bé Clara. Ông rất giỏi trong việc chế tạo đồ chơi và đã đem theo nhiều món quà cho lũ trẻ, bao gồm bốn con búp bê biết nhảy múa vui mắt. Sau đó ông cất chúng đi.
Clara và Fritz ủ rũ vì thấy những món đồ chơi thú vị bị đem cất, nhưng Drosselmeyer đã để dành một món khác cho chúng: một con búp bê kẹp hạt dẻ làm bằng gỗ hình chú lính, được dùng để làm nứt vỏ hạt. Những đứa trẻ khác khi trông thấy nó liền lờ đi, nhưng Clara vừa nhìn đã thích thú ngay lập tức. Drosslemeyer tặng chú kẹp hạt dẻ cho cô bé. Nhưng cậu bé Fritz cố tình làm gãy nó, vì thế Clara rất buồn. Drosslemeyer sửa nó cho cô và dặn hai đứa trẻ phải biết quý đồ chơi.
Đêm, khi mọi người đã chìm vào giấc ngủ, Clara quay lại phòng khách thăm chú lính Kẹp Hạt Dẻ yêu quý. Khi cô đặt chân lên giường, chiếc đồng hồ điểm lúc nửa đêm và cô nhìn thấy Drosselmeyer đang ngồi trên đỉnh con cú của chiếc đồng hồ. Đột nhiên, lũ chuột khổng lồ bắt đầu kéo đến. Cây Noel trở nên cao vút. Chú Kẹp Hạt Dẻ cũng vụt lớn lên. Clara bị kẹt giữa cuộc chiến của đội quân bánh quy gừng và lũ chuột nhắt dưới sự điều khiển của Vua Chuột. Lũ chuột bắt đầu cắn binh lính bánh quy gừng.
Kẹp Hạt Dẻ dẫn đầu đội quân bánh quy gừng cùng với sự giúp đỡ của những chú lính chì và y tá búp bê. Khi thấy Vua Chuột chiếm ưu thế so với Kẹp Hạt Dẻ đang bị thương, Clara ném một chiếc giày vào hắn, giúp cho chú Kẹp Hạt Dẻ chiến thắng.
Cảnh 2: Rừng thơm.
Lũ chuột rút lui và Kẹp Hạt Dẻ hóa thành một chàng hoàng tử khôi ngô tuấn tú. Anh dẫn Clara đi qua vầng trăng sáng tới rừng thông, cùng những bông tuyết nhảy múa xung quanh, chào mừng cô đến với vương quốc của Kẹp Hạt Dẻ.
Màn II.
Cảnh 1: Vương quốc Bánh Kẹo
Clara và Hoàng Tử trong chiếc thuyền vỏ hạt dẻ được bầy cá heo kéo tới Vương quốc Bánh Kẹo, đang được tạm cai quản bởi Tiên Sugar Plum (Kẹo bi) cho tới khi Hoàng Tử trở về. Anh thuật lại chuyện Clara đã giúp anh thắng Vua Chuột như thế nào.
Clara được ca ngợi như một người anh hùng vì đã hóa giải được lời nguyền của Vua Chuột đối với Hoàng tử Kẹp Hạt Dẻ.
Một lễ hội được tổ chức với muôn ngàn bánh kẹo từ trên khắp thế giới: sô cô la của Tây-ban-nha, cà phê từ Ả-rập Xê-út, và trà của Trung Quốc đều nhảy múa trong ngày vui; kẹo mía đến từ nước Nga, thợ chăn chiên Đan Mạch nhảy cùng những chiếc sáo; Mẹ kẹo gừng cùng những đứa con nhỏ xíu ùa ra từ chiếc váy khổng lồ của bà cũng tham gia; một chuỗi các bông hoa múa điệu van. Màn cuối, nàng tiên Sugar Plum cùng chàng Hiệp Sĩ biểu diễn một điệu múa đôi.
Để kết màn, tất cả cũng nhau nhảy một điệu van, sau đó Clara và Hoàng Tử được trao vương miện Vương quốc Bánh Kẹo.
Trong bản gốc, các điệu nhảy ba lê được cho là "thể hiện một tổ ong lớn với những con ong chiến bảo vệ tài sản của chúng." Sau này, có nhiều vở nhạc kịch tạo ra những cái kết khác nhau so với bản đầu tiên.

## Phối nhạc
Tác phẩm được soạn cho dàn nhạc giao hưởng với các nhạc cụ sau:
Kèn gỗ
3 sáo (sáo thứ 2 và 3 là piccolo)
2 kèn ô-boa
1 kèn cor anglais
2 kèn clarinet cung Si♭ và La
1 bass clarinet cung B♭
2 kèn pha-gốt
Kèn đồng
4 kèn cor
2 trumpet cung La và Si♭
2 tenor trombone
1 bass trombone
1 tuba
Bộ gõ
timpani
trống lười
chũm chọe
trống trầm
kẻng ba góc
trống lục lạc
castanets
tam-tam
đàn chuông phiến
một vài nhạc cụ "đồ chơi"
Bộ đàn phím
celesta
Giọng hát
hợp xướng soprano và alto
Bộ đàn dây
2 hạc cầm
violon I
violon II
viola
violoncello
contrebasse